# Edhi Handoko
Edhi Handoko est un joueur d'échecs indonésien né le 28 août 1960 à Surakarta et mort le 17 février 2009 à Bogor. Maître international en 1983, puis grand maître international depuis 1994, il remporte quatre fois le championnat d'Indonésie (en 1978, 1979-1980, 1984 et 1991).

## Compétitions par équipe
Edhi Handoko représente l'Indonésie lors des huit olympiades de 1980 à 2000, marquant 53 points en 94 parties.
Il participe à six championnats d'Asie par équipes, remportant deux médailles d'argent par équipe (en 1987 et 1989) et deux médailles de bronze par équipe (en 1979 et 1991).